# Řasnice zastávka
Řasnice zastávka je železniční zastávka na trati spojující Frýdlant s Jindřichovicemi pod Smrkem. Je jednou ze dvou zastávek v obci Dolní Řasnice na této trati, tou druhou je Řasnice. Situována je ve východní části obce, západně od nechráněného železničního přejezdu na spojovací komunikaci mezi Dolní Řasnicí a silnicí II/291. Severně od zastávky je vybudovaný betonový přístřešek, který nahradil původní plechovou čekárnu.

## Provoz
Na zastávce zastavují osobní vlaky linky L61 Liberec – Frýdlant v Čechách – Nové Město pod Smrkem – Jindřichovice pod Smrkem. Zastávka je na znamení.

## Turistické trasy
U železničního přejezdu se nachází rozcestník turistických tras nazvaný „Řasnice – zastávka“:
- vede na rozcestí „U Pomníčku“